# El Regente
El Regente es un célebre diamante que forma parte de la colección de joyas de la Corona de Francia expuesta en el museo del Louvre.

## Historia
El Regente fue comprado por Thomas Pitt, abuelo del célebre William Pitt (el Viejo), durante su estancia en Madrás como gobernador del fuerte de San Jorge. Thomas Pitt lo vendió al duque de Orleans, regente de Francia durante la minoría de Luis XV en 1717. Está tallado en forma de diamante.
El Regente fue engastado en la corona que Luis XV utilizó en su ascensión al trono. Posteriormente, perteneció a Napoleón Bonaparte quien lo llevó en la empuñadura de su espada y actualmente se encuentra expuesto en la galería de Apolo del museo del Louvre junto a otras joyas de la Corona de Francia.